# Erwerbsunfähigkeitspension
Die Erwerbsunfähigkeitspension ist in Österreich eine Versicherungsleistung für Versicherte der Sozialversicherungsanstalt der gewerblichen Wirtschaft (SVA) sowie der Sozialversicherungsanstalt der Bauern (SVB), die, unabhängig von ihrem Alter, auf Grund gesundheitlicher Einschränkungen ihrem Erwerb nicht mehr nachgehen können. Sie wird im Gewerblichen Sozialversicherungsgesetz (GSVG) sowie dem Bauern-Sozialversicherungsgesetz (BSVG) geregelt. Das entsprechende Pendant für unselbständige Arbeitnehmer ist die Invaliditäts- bzw. Berufsunfähigkeitspension.

## Voraussetzungen
Die Anspruchsvoraussetzungen für die Erwerbsunfähigkeitspension sind:
- Erfüllung einer Mindestversicherungsdauer (Wartezeit),
- kein Anspruch auf Rehabilitationsmaßnahmen, oder diese sind nicht zweckmäßig oder zumutbar,
- kein Anspruch auf eine Alterspension,
- die Erwerbsunfähigkeit muss voraussichtlich mindestens sechs Monate dauern.

## Erwerbsunfähigkeit
Beiden Versichertengruppen ist gemeinsam, dass der Begriff der Erwerbsunfähigkeit je nach Alter des Versicherten unterschiedlich definiert ist. Dabei gilt der Grundsatz, dass jüngere Versicherte mehr gesundheitliche Einschränkungen haben müssen als ältere, um als erwerbsunfähig zu gelten.

### SVA-Versicherte
Für SVA-Versicherte gelten die folgenden Regeln (§ 133 GSVG):
- Versicherte unter 50 Jahren genießen bei der Erwerbsunfähigkeitspension im Gegensatz zu Arbeitern bzw. Angestellten keinerlei Berufsschutz. Sie müssen sich auf jede am Arbeitsmarkt bezahlte Tätigkeit verweisen lassen, die medizinisch noch möglich ist. Beispiel: Das bedeutet, dass etwa ein 45-jähriger selbständiger Malermeister nicht als erwerbsunfähig gilt, wenn er aus medizinischen Gründen noch, selbst wenn nur in Teilzeit, eine unselbständige Tätigkeit als Bürohilfskraft ausüben könnte. Da es auch keine Einschränkungen bei der Entlohnung der Verweisungstätigkeit gibt, gilt dies auch dann, wenn nur mehr eine Tätigkeit möglich ist, die unter dem Ausgleichszulagenrichtsatz bezahlt wird.[2]
- Versicherte über 50 Jahren sind dagegen bei Erfüllen bestimmter Voraussetzungen auch dann erwerbsunfähig, wenn sie aus medizinischen Gründen keine leichteren selbständigen Tätigkeiten aus ihrer Branche mehr ausüben können. Beispiel: Ein 55-jähriger selbständiger Malermeister müsste sich also auf keine unselbständige Tätigkeit als Bürohilfskraft mehr verweisen lassen.
- Über 60-jährige Versicherte sind bei Erfüllen bestimmter Voraussetzungen auch dann erwerbsunfähig, wenn sie lediglich ihre bisherige selbständige Tätigkeit nicht mehr ausüben können. Dabei ist jedoch die Möglichkeit zumutbarer personeller oder organisatorischer Veränderungen im Betrieb Rücksicht zu nehmen.

### SVB-Versicherte
Für Bauern gelten bloß geringfügig andere Regeln zum Begriff der Erwerbsunfähigkeit (§ 124 BSVG):
- Für unter 50-jährige gilt dasselbe wie für SVA-Versicherte. Sie müssen sich also auf jegliche medizinisch noch mögliche Tätigkeit verweisen lassen, die am Arbeitsmarkt noch bezahlt wird.
- Versicherte über 50 Jahren gelten bei Erfüllen bestimmter Voraussetzungen auch als erwerbsunfähig, wenn sie nur mehr Tätigkeiten mit geringstem Anforderungsprofil, die auf dem Arbeitsmarkt noch bewertet sind, ausüben können und zu erwarten ist, dass ein Arbeitsplatz in einer der physischen und psychischen Beeinträchtigung entsprechenden Entfernung von ihrem Wohnort innerhalb eines Jahres nicht erlangt werden kann.
- Über 60-jährige sind unter bestimmten Voraussetzungen auch dann erwerbsunfähig, wenn sie lediglich ihre bisherige Tätigkeit nicht mehr ausüben können.

## Rehabilitation vor Pension
Ein Versicherter, der zwar als erwerbsunfähig gilt und alle anderen Voraussetzungen erfüllt, dessen Erwerbsunfähigkeit aber durch zumutbare und zweckmäßige Maßnahmen der beruflichen Rehabilitation beseitigt werden kann, hat keinen Anspruch auf Erwerbsunfähigkeitspension. Er hat vielmehr Anspruch auf diese Maßnahmen und für deren Durchführungsdauer auf ein sogenanntes Übergangsgeld.

Außerdem besteht bereits dann ein Anspruch auf berufliche Rehabilitation und Übergangsgeld, wenn die Erwerbsunfähigkeit erst droht, aber noch gar nicht eingetreten ist. Damit soll deren Eintritt im Vorhinein verhindert werden. Daraus geht der Wille des Gesetzgebers hervor, dass die berufliche Rehabilitation Vorrang vor der Erwerbsunfähigkeitspension haben soll.

## Befristung
Eine erteilte Erwerbsunfähigkeitspension wird grundsätzlich auf längstens zwei Jahre befristet (§ 133b GSVG sowie § 124b BSVG), sie muss also jeweils wieder verlängert werden. Wenn jedoch auf Grund des gesundheitlichen Zustandes anzunehmen ist, dass die Einschränkungen dauerhaft vorliegen, ist sie dauerhaft zu gewähren.

## Verfahren
Die Erwerbsunfähigkeitspension kann beim jeweiligen Versicherungsträger beantragt werden. Danach kommt es in der Regel zu einer medizinischen Begutachtung des Versicherten. Der Träger erlässt in der Folge einen darauf aufbauenden Bescheid.

Ist der Versicherte mit der Entscheidung des Versicherungsträgers nicht einverstanden, kann er Klage beim zuständigen Arbeits- und Sozialgericht erheben. Dieses führt sodann ein neues Verfahren durch, das heißt, es kommt in der Regel zu einer erneuten Begutachtung durch vom Versicherungsträger unabhängige (§87 Abs. 5 ASGG) gerichtliche Sachverständige. Ein gerichtliches Verfahren ist in erster Instanz für den Versicherten grundsätzlich kostenlos und es besteht kein Anwaltszwang.